# Буларда
Буларда (рум. Bularda) — село у Калараському районі Молдови. Входить до складу комуни, адміністративним центром якої є село Деренеу.

## Населення
За даними перепису населення 2004 року у селі проживали 149 осіб.
Національний склад населення села:
| Національність | Кількість осіб | Відсоток |
| -------------- | -------------- | -------- |
| молдавани      | 146            | 98,0%    |
| українці       | 2              | 1,3%     |
| росіяни        | 1              | 0,7%     |
| Всього         | 149            | 100%     |